# 唐纳德·F.拉赫
唐纳德·F.拉赫（英語：Donald F. Lach）（1917年9月24日—2000年10月26日）是芝加哥大学的历史学教授，在研究亚洲对现代欧洲（1500－1800）历史发展的影响方面，他也可能是最权威的学者。
拉赫是出生于匹兹堡的德国移民，1937年于西弗吉尼亚大学获得学士学位，1941年在芝加哥大学获得博士学位。1937年，拉赫与Alma Elizabeth Satorius，一位厨师和菜谱作家结婚，1943年生下女儿Sandra Lach Arlinghaus。获得博士学位后，拉赫在Elmira College任教，后于1948年回到芝加哥大学。
1969年，拉赫被提名为芝加哥大学 Bernadotte E. Schmitt历史学讲席教授。1988年退休。2000年因中风和肺炎去世。

## 学术研究
拉赫主攻现代史方向，尤其是欧洲与亚洲的交流史。
他的博士论文是《中国对德国文明的贡献，1648-1740》（Contributions of China to German Civilization, 1648－1740），1944年节选出版。
1949-1950年，拉赫获得富布赖特奖学金前往法国访学，1952-1953年又获得社会科学研究中心（Social Science Research）的许可在欧洲继续研究。在50年代早期与他人合作出版两部著作。
1955-1966年拉赫任教于台湾政治大学和台湾大学，1967-1968年在印度德里大学。此时他开始写作一生最重要的著作——《欧洲形成中的亚洲》丛书。1965年出版了第一卷上下册。直到到退休后的1993年，《欧洲形成中的亚洲》共三卷九册全部出版。
拉赫另一个次要的学术兴趣，是20世纪中期东亚的政治地位。1975年赫与Edmund S. Wehrle合写了《二战后的东亚的国际政治》。

## 主要著作
- 博士论文《中国对德国文明的贡献，1648-1740》（ "Contributions of China to German Civilization, 1648-1740"），1944年节选出版。
- 《现代远东国际关系》（Modern Far Eastern International Relations，与芝加哥大学教授 Harley Farnsworth MacNair 合写）1950年。
- 《欧洲与现代世界》（Europe and the Modern World，与芝加哥大学 Louis Gottschalk合写），包括两卷：《现代欧洲的兴起》（The Rise of Modern Europe，1951），《现代欧洲的转化》（ The Transformation of Modern Europe ，1954）。
- 翻译出版莱布尼茨《中国近事》（英語：Novissima Sinica）的前言，1957年。
- 与Carol Flaumenhaft合编论文集《欧洲扩张前夕的亚洲》（Asia on the Eve of Europe's Expansion），1965年。
- 《欧洲形成中的亚洲》（Asia in the making of Europe）丛书，1965-1993年，具体卷册信息详见下文。
- 《欧洲眼中的中国，16世纪》（China in the Eyes of Europe: The Sixteenth Century），《欧洲眼中的印度》，《欧洲眼中的日本》，《欧洲眼中的东南亚》，1968年。这几本书是基于丛书第一卷的内容、摘录编辑而成的单行本。
- 与Edmund S. Wehrle合写了《二战后的东亚的国际政治》（International politics in East Asia since World War II），1975年。[2]

## 代表作《欧洲形成中的亚洲》
第一卷《发现的世纪》（A Century of Discovery），此卷分两册，考察了16世纪欧洲与亚洲的接触和交往。出版于1965年。

第二卷《奇迹的世纪》（A Century of Wonder）。1970年出版第一册，1977年出版第二、第三册。

第三卷《发展的世纪》（A Century of Advance）是在拉赫退休后，与他的学生、助手埃德温·J. 范·克雷（Edwin J. Van Kley）合作完成的。1993年第三卷的四册书全部出版。这一卷研究的是17世纪的欧亚关系。

在关于欧洲的历史书中，探讨欧洲之外的文化对欧洲的重大影响，《欧洲形成中的亚洲》是开先河之作。拉赫研究了近现代阶段亚洲对欧洲的影响，包括彼此在各个方面的探索和交流：植物学、地理学、民族志、哲学、历史学、医学、动物学等等。拉赫不仅搜集了欧洲的书籍和手稿，还包括器物、艺术品和亚洲的第一手资料。他不仅精通法语、德语、西班牙语、荷兰语，还懂得汉语和其他几种亚洲语言。

2013年，《欧洲形成中的亚洲》在中国大陆翻译出版，引起了很大反响，新京报、凤凰网、腾讯和光明日报等媒体都给予了关注。这是拉赫穷其一生留下的巨著，也是所有现代史、世界史、东西文化交流的研究者必不可少的参考。